# Paracles palmeri
Paracles palmeri là một loài bướm đêm thuộc phân họ Arctiinae, họ Erebidae.